# Cantó de Suippes
El cantó de Suippes és un cantó francès del departament del Marne, situat al districte de Châlons-en-Champagne. Té 18 municipis i el cap és Suippes.

## Municipis
- Billy-le-Grand
- Bouy
- Bussy-le-Château
- La Cheppe
- Cuperly
- Dampierre-au-Temple
- Jonchery-sur-Suippe
- Livry-Louvercy
- Mourmelon-le-Grand
- Mourmelon-le-Petit
- Sainte-Marie-à-Py
- Saint-Hilaire-au-Temple
- Saint-Hilaire-le-Grand
- Somme-Suippe
- Souain-Perthes-lès-Hurlus
- Suippes
- Vadenay
- Vaudemange

## Història
| Data d'elecció                           | Identitat      | Partit           | Qualitat |
| ---------------------------------------- | -------------- | ---------------- | -------- |
| 1945-19..                                | Robert Trézain | RPF, després RS  |          |
| 19..-1976                                | Pierre Tintier | Divers droite    |          |
| 1973-1998                                | Jacques Machet | CDP, després UDF |          |
| 1998-                                    | Agnès Person   | UDF, després UMP |          |
| les dades anteriors no són pas conegudes |                |                  |          |
|                                          |                |                  |          |

## Demografia
| A partir de 1990: Població sense dobles comptes |